# Manuel Robles Pezuela
José Manuel Susano de la Luz Robles Pezuela (Guanajuato, Guanajuato; 23 de mayo de 1817-San Andrés Chalchicomula, Puebla; 23 de marzo de 1862) fue un político y militar. Que se desempeñó como Presidente de México del 24 de diciembre de 1858 al 21 de enero de 1859, proclamado por el Plan de Navidad el 23 de diciembre de 1858 por el cual derrocó a Félix María Zuloaga, este a su vez, presidente interino por el Plan de Tacubaya en oposición al presidente constitucional, Benito Juárez. Fue miembro del partido Conservador en la Guerra de Reforma.

## Intervención estadounidense
Participó en la Guerra contra Estados Unidos, particularmente en la Batalla de Cerro Gordo, como jefe de ingenieros, aconsejó a Santa Anna en contra de presentar batalla al invasor en dicha posición, sin éxito. Fue ministro de Guerra y de Marina durante la presidencia de Mariano Arista, cargo que mantiene durante los gobiernos siguientes al ser nombrado Ministro de Relaciones Exteriores por Ignacio Comonfort y más tarde como Embajador en los Estados Unidos.

## Guerra de Reforma
Después del golpe de Estado de Félix María Zuloaga contra el gobierno constitucional de Ignacio Comonfort. En enero de 1858, Robles Pezuela fue nombrado ministro de Guerra y de Marina por el gobierno establecido por el Partido Conservador al cual apoyó. El 20 de diciembre, después de casi un año de constantes batallas, el general Miguel María de Echegaray proclamó el Plan de Navidad, cuya finalidad era conciliar a las fuerzas conservadoras y a las fuerzas liberales para dar término a la Guerra de Reforma. Zuloaga consideró la acción de Echegaray como una traición, sin embargo Robles Pezuela respaldó la idea de Echegaray. En comunicación con él se modificó el plan original, el nuevo documento fue llamado Plan de Ayotla. Este fue proclamado en la capital el 23 de diciembre y constaba de cinco artículos:
1. Se desconoce al gobierno emanado a consecuencia del Plan de Tacubaya (el gobierno conservador).
2. Una junta popular compuesta de personas de todas partes de la República deben establecer una administración provisional y nombrar a una persona para ejercer el poder supremo.
3. La junta sería convocada por una comisión compuesta por los generales en jefe de los diversos ejércitos.
4. La persona nombrada para ejercer el poder supremo juraría ante la junta, estableciendo así un gobierno provisional.
5. El general Robles sería el jefe de las fuerzas militares hasta establecer el gobierno provisional.
Varios comandantes conservadores se adhirieron al plan, entre ellos: el general Pérez en Puebla, el general Domínguez en Cuernavaca, el comandante Lagarde en Ixmiquilpan, el comandante Felipe Blanco en Tulancingo, el general Oronoz en Jalapa, el prefecto Fernández en Texcoco, el comandante Ramírez en Santa Fe, el general Haro en Toluca, el general vicario en Iguala, el general Negrete en Perote y el comandante Vélez en San Luis Potosí.
Sin otra alternativa el presidente conservador Félix Zuloaga dimitió al cargo. La Junta se estableció conforme al plan el 1 de enero de 1859. Benito Juárez rechazó la invitación, ratificando su postura de respetar la Constitución de 1857. Cuando Miguel Miramón regresó a la capital, rechazó las proclamas de Echegaray y de Robles Pezuela.  Miramón asumió la presidencia  de los conservadores el 2 de febrero de 1859 restableció el Plan de Tacubaya y destituyó a Robles Pezuela. Con Miramón en la presidencia, Robles Pezuela fue nuevamente nombrado ministro de Guerra y de Marina y posteriormente incluido en la comisión enviada a Europa con el propósito de negociar la venida de un príncipe europeo para gobernar el país.

## Captura y muerte
El 22 de marzo de 1862 el general Ignacio Zaragoza ordena el fusilamiento de Manuel Robles Pezuela, detenido en Tuxtepec junto con algunos jefes conservadores, que logran escapar de las tropas del general José María Arteaga Magallanes. Acusado de alta traición al buscar alianzas con los invasores franceses, Pezuela se niega a creer que la sentencia será ejecutada, ya que piensa que a Arteaga no le convendría darles un mártir a los conservadores. Sin embargo, palidece y su esperanza desaparece cuando se entera de que la orden no es de Arteaga, sino de Zaragoza. Fusilado el general Robles Pezuela en un costado de la iglesia de San Andrés Chalchicomula, mientras los conservadores reúnen tropas del orden de 1,200 hombres cerca de Atlixco, con esto se inicia la llamada Batalla Antidiplomática.